# 興壽宮主
興壽宮主（11世纪—1123年），高丽王朝王女。高丽肃宗之女。
興壽宮主是明懿太后所生。嫁给了適承化伯王禎。王禎是肃宗的叔叔平壤公王基之孙。高丽肅宗八年（1103年）冊爲公主，即興壽公主。高丽睿宗六年（1111年）興壽公主生子，睿宗派遣承宣金沽賜下禮物。高丽仁宗元年（1123年）卒。

## 亲属
- 祖父：11代王高丽文宗（1019年—1083年，在位1046年—1083年）
- 祖母：仁睿王后（？—1092年）
  - 伯父：12代王高丽順宗（1047年—1083年，在位1083年）
  - 伯父：13代王高丽宣宗（1049年—1094年，在位1083年—1094年）
    - 堂兄：14代王高丽獻宗（1084年— 1097年，在位1094年—1095年）

  - 父亲：15代王高丽肅宗（1054年—1105年，在位1095年—1105年）
- 外祖父：柳洪（？—1091年）
  - 母亲：明懿王后（？—1112年）
    - 兄弟：16代王高丽睿宗（1079年—1122年，在位1105年—1122年）
      - 侄子：17代王高丽仁宗（1109年—1146年，在位1122年—1146年）

    - 兄弟：上黨侯 王佖（？—1099年）
    - 兄弟：圓明國師 澄儼（1090年—1141年）
    - 兄弟：大原公 王侾（？—1170年）
    - 兄弟：齊安公 王偦（？—1131年）
    - 兄弟：通義侯 王僑（1097年—1119年）
    - 姐妹：大寧宮主（？—1114年）
    - 姐妹：安壽宮主
    - 姐妹：福寧宮主（1096年—1133年）

  - 公公：樂浪公 王瑛（1043年—1112年）
  - 婆婆：保寧宮主（？—1113年）
    - 丈夫：承化伯 王禎（？—1130年）
      - 长子：王梓（？—1164年）
      - 次子：漢南伯 王杞